# 비노흐라디

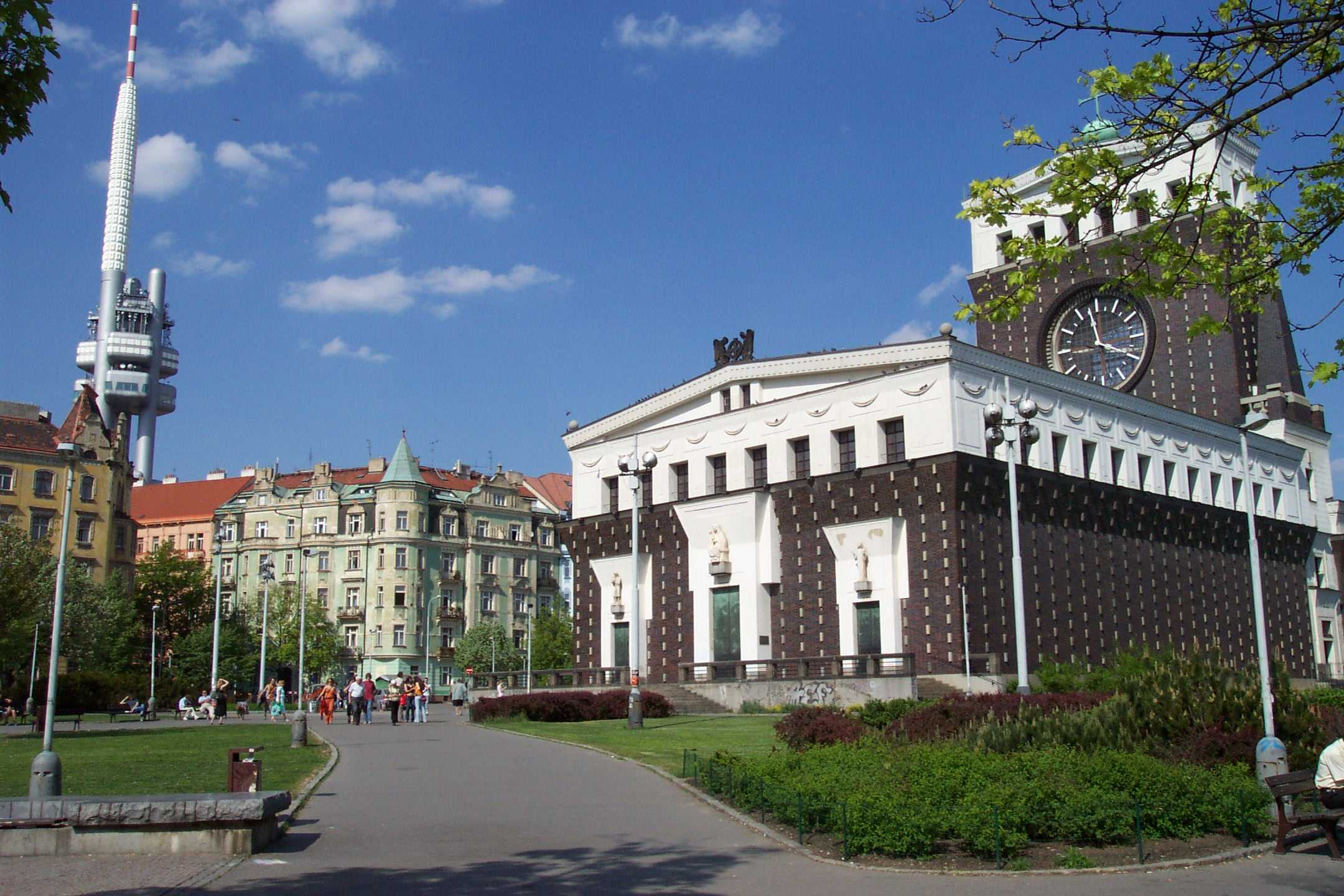
비노흐라디의 광장

비노흐라디 (Vinohrady)는 프라하 시의 구역의 하나로 프라하 1의 서쪽의 매우 작은 부분, 프라하 2의 대부분, 프라하 3의 북동쪽, 프라하 10의 남동쪽에 걸쳐있다. 이전 명칭은 크랄로프스케 비노흐라디(Královské Vinohrady)이며, 공산주의 시절의 행정구역 개혁으로 1960년부터 현재와 같이 여러 구에 잘려 나뉘게 되었다.

## 교통
비노흐라디에는 지하철 A선이 지나가고 노면전차 4번, 10번, 11번, 22번이 지나간다. 버스는 매우 제한적으로 135번만 지나간다.